# Juan Carlos Londoño

Wappen von Juan Carlos Londoño

Juan Carlos Londoño (* 3. April 1974 in Medellín) ist ein kolumbianischer römisch-katholischer Geistlicher und Weihbischof in Québec.

## Leben
Juan Carlos Londoño besuchte das Priesterseminar in Medellín und studierte Philosophie und Theologie an der Päpstlichen Universität Bolivariana. Am 24. November 2001 empfing er durch Erzbischof Alberto Giraldo Jaramillo PSS das Sakrament der Priesterweihe für das Erzbistum Medellín.
Nach Tätigkeiten in der Pfarrseelsorge ging er 2008 als Fidei-Donum-Priester nach Kanada. Hier war er im Bistum Gaspé in der Pfarr- und Regionalseelsorge tätig.
Am 12. Dezember 2023 ernannte ihn Papst Franziskus zum Titularbischof von Beatia und zum Weihbischof in Québec. Der Bischof von Chicoutimi, René Guay, spendete ihm am 22. Februar des folgenden Jahres in der Kathedrale Notre-Dame de Québec die Bischofsweihe. Mitkonsekratoren waren der emeritierte Erzbischof von Moncton, Valéry Vienneau, und der emeritierte Bischof von Gaspé, Gaétan Proulx OSM.